# Marco Bechis
Marco Bechis (Santiago, 24 d'octubre de 1955) és un guionista i director de cinema italoxilè.

## Biografia
La seva pel·lícula Garage Olimpo va ser presentada en el 52è Festival Internacional de Cinema de Canes  a la secció Un Certain Regard. Supervivent del camp de concentració “El Club Atlético”, on va estar detingut 15 dies a l'abril de 1977, va ser expulsat a Itàlia, ja que comptava amb passaport d'aquest país.

## Filmografia
Director y guionista
- 1991 - Alambrado
- 1997 - Luca's Film
- 1999 - Baires-Sarajevo
- 1999 - Garage Olimpo
- 2001 - Figli/Hijos
- 2008 - La terra degli uomini rossi - Birdwatchers
- 2011 - Il sorriso del capo

Guionista
- 1996 - Il Carniere

Productor
- 1997 - Luca's Film
- 1999 - Garage Olimpo
- 1999 - Baires-Sarajevo
- 2008 - La terra degli uomini rossi - Birdwatchers

## Premis i distincions
Festival Internacional de Cinema de Venècia
| Any  | Categoria                                | Pel·lícula                  | Resultat  |
| ---- | ---------------------------------------- | --------------------------- | --------- |
| 2008 | Premi C.I.C.T. UNESCO Enrico Fulchignoni | La terra degli uomini rossi | Guanyador |